# I Only Have Eyes for You (Buffy the Vampire Slayer)
I Only Have Eyes for You llamado Solo tengo ojos para ti tanto en España como en Latinoamérica. Es el décimo noveno episodio de la serie estadounidense Buffy the Vampire Slayer.

## Argumento
En el Bronze, Buffy (Sarah Michelle Gellar) rechaza la invitación de un chico. Willow (Alyson Hannigan) trata de ayudarla pero su amiga no está preparada para salir con nadie. Buffy decide ir a ver a Giles (Anthony Head) por si tiene algún trabajo para ella. En el instituto una pareja está discutiendo. El chico amenaza a su novia con una pistola, gritándole «no te alejes de mí, perra». Buffy llega a tiempo para quitarle el arma. Ambos están confusos, sin saber lo que ha pasado. George (John Hawkes), el conserje, no encuentra la pistola.
Al día siguiente, el director Snyder (Armin Shimerman) habla con Buffy sobre lo sucedido y le advierte que la está vigilando. Cuando se queda sola en el despacho, se cae un libro. Buffy lo recoge y observa que se trata del anuario de 1955. Willow (Alyson Hannigan) le comenta a Giles que ha encontrado archivos y páginas web paganas en el ordenador de Jenny (Robia LaMorte). Le entrega una rosa de cuarzo que le pertenecía. Buffy tiene un sueño durante una de sus clases y ve a un estudiante que se acerca a la profesora. Se dan la mano, pero alguien los interrumpe. Cuando despierta, el profesor ha anotado en la pizarra «no te alejes de mí, perra», y los estudiantes empiezan a reír. Cuando encuentra a Xander (Nicholas Brendon) le cuenta lo sucedido y, al abrir su taquilla, algo lo atrapa. Giles considera que se trata de alguna clase de actividad paranormal.
Más tarde esa noche, una de las profesoras, Ms. Frank (Miriam Flynn), pasa frente a George. De repente, ambos inician la misma conversación de la pareja que protagonizó los incidentes anteriores. Mientras tanto, Giles está trabajando en su oficina cuando escucha la voz de una mujer llamándolo. Cree que es Jenny y, cuando sale a investigar, ve a Ms. Frank y George. Antes de que pueda evitarlo, el arma se dispara derribando a Ms. Frank. George trata de huir pero Giles lo detiene. Cuando suelta el arma, ésta desaparece. El conserje no sabe qué le ha sucedido.
Giles habla con el grupo y les dice que cree que es el fantasma de Jenny, pero Willow busca información sobre tiroteos en el instituto y encuentra una noticia de 1955. Un estudiante mató a una de las profesoras y después se suicidó. Buffy reconoce a los protagonistas de su sueño y busca el anuario de ese año. El chico es James Stanley (Christopher Gorham) y la profesora, Grace Newman (Meredith Salenger). Al parecer tuvieron un romance.
En la cafetería, Cordelia (Charisma Carpenter) habla sobre el baile de Sadie Hawkins cuando ocurre otro fenómeno paranormal: aparecen serpientes y todos gritan huyendo del lugar. Una de ellas muerde en el rostro a Cordelia. Tras evacuar el instituto, el director Snyder habla con uno de los policías. Sabe que están sobre la boca del infierno y Bob (Brian Reddy), el policía, le dice que controle la situación o hablará con el alcalde.
Esa noche, Willow planea hacer un exorcismo en el instituto. Deben colocarse en diferentes puntos a medianoche, aunque Giles continúa pensando que es el fantasma de Jenny. Buffy tiene una visión de James bailando con su amada. Cordelia inspecciona su rostro en el espejo del baño, cuando su cara empieza a humear e inflamarse. Willow es absorbida desde el suelo, pero Giles la salva. Buffy ve el rostro de James pidiéndole que se vaya. Cuando el reloj marca las 12 el grupo intenta recitar el hechizo, pero aparece una nube de insectos y se ven obligados a abandonar el instituto.
Una vez fuera, Giles deduce que es el espíritu de James el que está provocando los sucesos, quizá buscando el perdón de Grace. Intentan encontrar una solución y Buffy escucha la voz de un hombre llamándola. Se marcha sola al instituto, donde ve a Angelus (David Boreanaz). El espíritu de James se apodera de Buffy y el de Grace de Ángel. Todo vuelve a suceder nuevamente, pero esta vez Grace no muere por el disparo al estar en el cuerpo de Ángel, James se prepara para sucidase cuando Grace aparece. Le perdona y se besan: James nunca quiso dispararle. Buffy y Ángel están besándose, pero él se da cuenta de lo ocurrido y escapa. Buffy y James tienen mucho en común: ambos estaban atormentados por la culpa.
En la guarida de los vampiros, Angelus desesperado comienza a limpiarse todo el cuerpo, ya que fue poseído por un espíritu de amor puro. Poco después escapa con Drusilla (Juliet Landau) para alimentarse, burlándose cruelmente de Spike (James Marsters) por su condición como paralítico. Pero una vez solo, Spike se levanta de la silla de ruedas, feliz de recuperar el movimiento.
- Datos: Q3212874